# Isochromodes chaon
Isochromodes chaon là một loài bướm đêm trong họ Geometridae.